# 資訊月
資訊月（英語：Information Technology Month）是臺灣一個由官方與民間合辦的資訊科技展覽活動。

## 活動演變
在1980年首創時被外界稱呼為「資訊週」，以依據類型的不同，於臺北世界貿易中心進行不同種類的展覽，以及在相關的技術院校進行技能競賽。但民國72年（1983年），主管機關中華民國經濟部在參觀日本的資訊週展覽後，認為臺灣的資訊週必須要針對不同產業與類型進行改善；加上經濟部於次年（1984年）的「資訊週」檢討會議時，有部分主管認為相關類型系列活動以「月」這個週期來命名會更好；因此，於民國74年（1985年），正式確立該系列活動為「資訊月」。
2002年起，為了要使展覽完全民營化，資訊月主辦單位進行易手，由資訊工業策進會與經濟部轉移到中華民國資訊月籌備委員會。資訊月籌備委員會是由臺北市電腦公會結合國內八大公會所籌組而成，再依照分區的差異，由各分區主要領導之公/協會負責展覽的承辦；目前，這項展覽主要分成臺北、臺中、台南、高雄等四區。

## 歷年主題
活動以創意為主軸，結合「科技理性」與「人文情愫」，透過實際應用於生活面的資訊科技為題材，並集合全國民眾的創意巧思，評選出當年度最具代表性之資訊產業宣傳視覺，為臺灣資訊產業宣傳與推廣，並同步預告當年資訊月已熱烈展開 。
| 年份        | 主題名稱                                   |
| ----------- | ------------------------------------------ |
| 112年資訊月 | 數位領航 資安聯防                          |
| 111年資訊月 | 數位領航 虛實共融                          |
| 110年資訊月 | 5G領航 改變世界                            |
| 109年資訊月 | 數位催化 智連未來                          |
| 108年資訊月 | 解密未來                                   |
| 107年資訊月 | 跨界創新 預見未來                          |
| 106年資訊月 | 用科技實現夢想                             |
| 105年資訊月 | 科技與我同行                               |
| 104年資訊月 | 攜手科技 傳遞幸福                          |
| 103年資訊月 | 飆出新世紀 創新有夠力                      |
| 102年資訊月 | 智慧 創新 驅動未來                         |
| 101年資訊月 | 智慧生活 串接你我                          |
| 100年資訊月 | 科技 觸動我心                              |
| 99年資訊月  | 擁抱智慧生活                               |
| 98年資訊月  | 邁向智慧生活                               |
| 97年資訊月  | 移動科技 隨心所欲                          |
| 96年資訊月  | 愛上數位生活                               |
| 95年資訊月  | 擁抱數位生活                               |
| 94年資訊月  | 創意 關懷 迎向未來                         |
| 93年資訊月  | 數位生活 創意無限                          |
| 92年資訊月  | 駕馭無線科技 體驗行動生活                  |
| 91年資訊月  | 邁向行動化社會                             |
| 90年資訊月  | 遨遊ｅ時代 寬頻無線新紀元                  |
| 89年資訊月  | 邁入ｅ世代                                 |
| 88年資訊月  | 加速國家資訊基礎建設－迎接電子商務時代     |
| 87年資訊月  | 加速國家資訊基礎建設－邁向網路化社會       |
| 86年資訊月  | 加速國家資訊基礎建設－促進網路應用         |
| 85年資訊月  | 加速國家資訊基礎建設－增進網路資源應用     |
| 84年資訊月  | 加速國家資訊基礎建設－推廣資料庫應用       |
| 83年資訊月  | 加速國家資訊基礎建設－普及電子資料交換應用 |
| 82年資訊月  | 邁向資訊化社會－加速中小企業電腦化         |
| 81年資訊月  | 邁向資訊化社會－普及資訊應用               |
| 80年資訊月  | 邁向資訊化社會－提升服務品質               |
| 79年資訊月  | 邁向資訊化社會－加速資訊建設               |
| 78年資訊月  | 邁向資訊化社會－電腦易學易用               |
| 77年資訊月  | 邁向資訊化社會－普及資訊教育               |
| 76年資訊月  | 邁向資訊化社會－大家來用電腦               |
| 75年資訊月  | 資訊與通信                                 |

## 相關活動

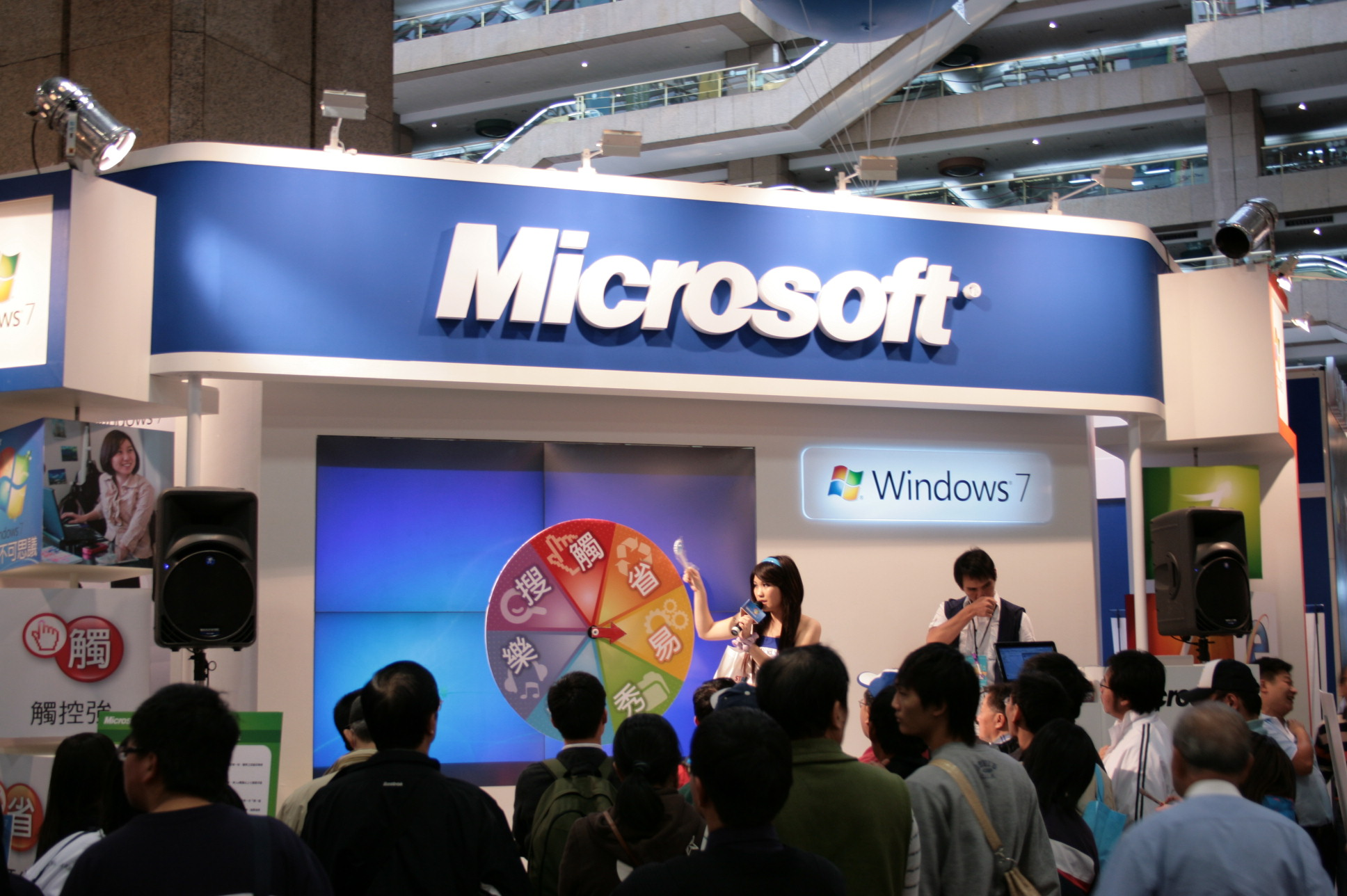
臺北區2009年冬季展場的微軟攤位

早期在展出前，各分區都會依照地域性質的差異，舉辦各種類型的技能競賽，資訊時代以前，則是以機械技術競賽為主軸，而在進入資訊時代後，因為講求個人資訊技能，故走向更加明確，也因而設計出許多類型的比賽，如「打字競賽」、「文書處理競賽」、「程式設計競賽」。近年來，技能競賽也從原本的大眾化，轉變成挖掘潛在人才的校園化，並從個人競賽的形式，逐漸轉變成校園團體對抗賽。
另外，為了配合每年的主題設計，主辦單位也號召全國的繪圖高手參與「大會海報設計競賽」，冠軍得主之作品將會在全國各巡迴展覽時出現。

## 展區規模演變

### 臺北區
資訊月在臺北是歷史最悠久之展區，民營化之前，展覽區域都會固定於臺北世界貿易中心展覽一館展出。資訊月活動委員會接手之後，針對每年科技的趨勢進行不同的專區規畫，使得資訊月展示內容更加豐富。2015年更是主打觀展全攻略，引導參觀民眾用各種不同的角度參觀展會，形成一年一度的資訊嘉年華會。
1999年，資訊月擴增展區至台北世貿中心展覽二館，同時成為該展館的開館展之一；後來，因為世貿三館於2003年下半年啟用之故，資訊月也自當年起，將原本的第二展區由二館改為三館，並延續至今。
現時，除少數配合主題館之活動外，大多數的主題活動或技術講座，多半集中於三館進行。

### 臺中區

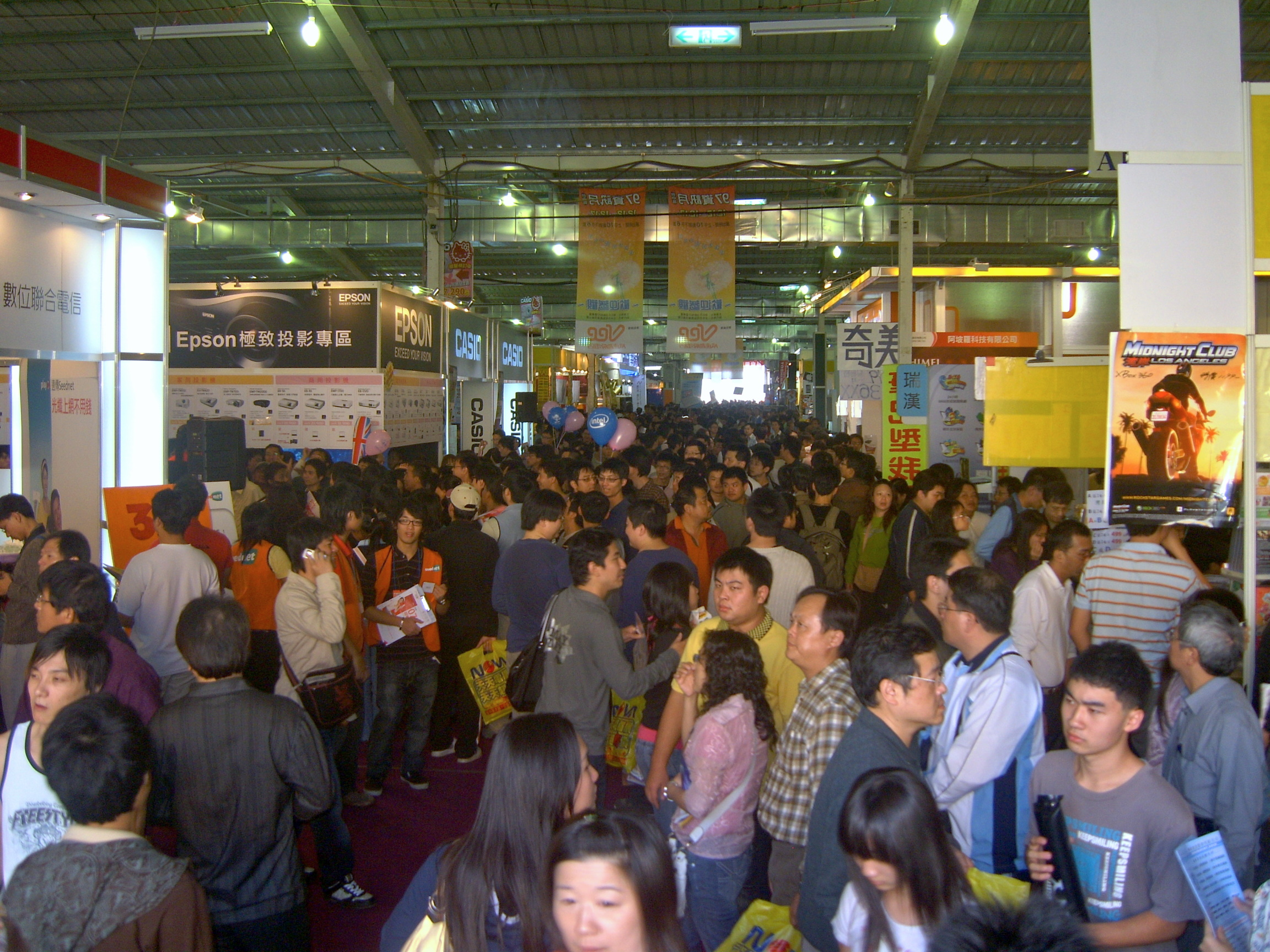
在大台中國際會展中心未落成前，資訊月在台中大多是在臺中水湳機場的舊址舉辦。

台中區的展地問題，向來在多個展會中層出不窮，當然資訊月亦是其一；一直到2011年大台中國際會展中心正式落成，資訊月由過往的臺中水湳機場舊址搬移後，才獲得紓緩。
2015資訊月台中區開幕時，台中市市長林佳龍希望在烏日與水湳分別建構產業、消費導向等不同機能的展館；因此，未來資訊月台中區是否能回歸臺中水湳經貿生態園區，仍待觀察。
2018資訊月台中區於台中國際展覽館舉辦。

### 臺南區
臺南資訊月最初展覽區域固定於台南世貿展覽中心展出，2009年停辦。2013年1月資訊月台南區恢復（2012資訊月台南區），展覽地點改為南紡世貿展覽中心。
2018年資訊月台南區於台糖嘉年華購物中心展出。

### 高雄區
2018年資訊月高雄區於高雄國際會議中心舉辦。
1986年資訊月高雄區於高雄中正技擊館舉辦。

## 註腳
1. ↑  民國76年首次使用
2. ↑  吉井孝史. . 每日新聞. 2002年12月16日  [2008年2月8日]. （原始内容存档于2010年12月7日）.
3. ↑  資訊月登場 720度虛擬飛行體驗超吸睛 （页面存档备份，存于）鍾榮峰 中央社 2018-11-28
4. ↑  郝雪卿. . 中央通訊社. 2015年12月11日  [2016年2月13日]. （原始内容存档于2017年12月9日）.
5. ↑  .   [2013-09-20]. （原始内容存档于2018-12-02）.

## 外部連結
- 108資訊月官方網站 （页面存档备份，存于） （繁體中文）